# World Sevens Series 2001-2002
Navigation
2000-2001 2002-2003
Les World Sevens Series 2001-2002 sont la 3e édition des séries mondiales masculines de rugby à sept, la compétition la plus importante du monde de rugby à sept. Elle se déroule du 17 novembre 2001 au 1er juin 2002. Elle est composée de 11 étapes mondiales. La Nouvelle-Zélande, championne en titre, converse pour la troisième fois consécutivement son titre en remportant sept étapes. L'Afrique du Sud termine à la seconde place avec une étape remportée.

## Format
Le circuit mondial est composé de 11 étapes auquel participent 16 équipes. À l'exception du tournoi de Hong Kong où 24 équipes participent à la compétition et où les points accordés sont plus importants. Les équipes se qualifient alors en quart de finale au lieu des demi-finales pour les autres tournoi.
| Tournoi à 16 équipes          | Tournoi à 16 équipes |     | Hong Kong                         | Hong Kong |
| Classement                    | Pts                  | Pts | Classement                        |           |
| ----------------------------- | -------------------- | --- | --------------------------------- | --------- |
| 1 (Cup)                       | 20                   | 30  | 1 (Cup)                           |           |
| 2 (finale de Cup)             | 16                   | 24  | 2 (finale de Cup)                 |           |
| 3 et 4 (demi-finale de Cup)   | 12                   | 18  | 3 et 4 (demi-finale de Cup)       |           |
| 5 (Plate)                     | 8                    | 8   | 5 à 8 (quart de finale de Cup)    |           |
| 6 (finale de Plate)           | 6                    | 4   | 9 (Plate)                         |           |
| 7 et 8 (demi-finale de Plate) | 4                    | 3   | 10 (finale de Plate)              |           |
| 9 (Bowl)                      | 2                    | 1   | 17 (Bowl)                         |           |
| 10 à 16                       | 0                    | 0   | 11 à 16 (Plate) et 18 à 24 (Bowl) |           |

## Étapes
| Date                 | Étape            | Lieu                                      | Vainqueur        |
| -------------------- | ---------------- | ----------------------------------------- | ---------------- |
| 17-18 novembre 2001  | Afrique du Sud   | Kings Park Stadium, Durban                | Nouvelle-Zélande |
| 4-5 janvier 2002     | Chili            | Estadio San Carlos de Apoquindo, Santiago | Nouvelle-Zélande |
| 11-12 janvier 2002   | Argentine        | Estadio José María Minella, Mar del Plata | Fidji            |
| 2-3 février 2002     | Australie        | Ballymore Stadium, Brisbane               | Australie        |
| 8-9 février 2002     | Nouvelle-Zélande | Westpac Stadium, Wellington               | Afrique du Sud   |
| 16-17 mars 2002      | Chine            | Stade du Centre sportif olympique, Pékin  | Nouvelle-Zélande |
| 22-24 mars 2002      | Hong Kong        | Hong Kong Stadium, Hong Kong              | Angleterre       |
| 20-21 avril 2002     | Singapour        | Stade national, Singapour                 | Nouvelle-Zélande |
| 27-28 avril 2002     | Malaysie         | Petaling Jaya Stadium, Kuala Lumpur       | Nouvelle-Zélande |
| 24-25 mai 2002       | Angleterre       | Stade de Twickenham, Londres              | Nouvelle-Zélande |
| 30 mai-1er juin 2002 | Pays de Galles   | Arms Park, Cardiff                        | Nouvelle-Zélande |

## Classement
| Pos | Équipe           | Durban | Santiago | Mar Del Plata | Brisbane | Wellington | Pékin | Hong Kong | Singapour | Kuala Lumpur | Londres | Cardiff | Points |
| --- | ---------------- | ------ | -------- | ------------- | -------- | ---------- | ----- | --------- | --------- | ------------ | ------- | ------- | ------ |
| 1   | Nouvelle-Zélande | 20     | 20       | 12            | 16       | 12         | 20    | 18        | 20        | 20           | 20      | 20      | 198    |
| 2   | Afrique du Sud   | 12     | 12       | 16            | 12       | 20         | 16    | 4         | 4         | 16           | 8       | 16      | 136    |
| 3   | Angleterre       | 12     | 6        | 6             | 4        | 12         | 8     | 30        | 12        | 8            | 16      | 12      | 126    |
| 4   | Fidji            | 6      | 12       | 20            | 8        | 4          | 12    | 24        | 8         | 12           | 12      | 4       | 122    |
| 5   | Australie        | 8      | 4        | 8             | 20       | 4          | 12    | 8         | 12        | 12           | 12      | 8       | 108    |
| 6   | Samoa            | 16     | 8        | 4             | 12       | 16         | 6     | 8         | 6         | 4            | 4       | 6       | 90     |
| 7   | Argentine        | 4      | 16       | 12            | 6        | 8          | 4     | 8         | 16        | 6            | 2       | 4       | 86     |
| 8   | Pays de Galles   | 0      | 4        | 4             | 0        | 6          | 0     | 18        | 2         | 4            | 0       | 12      | 50     |
| 9   | France           | 4      | 0        | 2             | 0        | 2          | 2     | 2         | 0         | 0            | 6       | 2       | 20     |
| 10  | Écosse           | 0      | 0        | 0             | 0        | 0          | 0     | 3         | 4         | 2            | 4       | 0       | 13     |
| 11  | États-Unis       | 0      | 2        | 0             | 4        | 0          | 4     | 2         | 0         | 0            | 0       | 0       | 12     |
| 12  | Canada           | 0      | 0        | 0             | 0        | 0          | 0     | 8         | 0         | 0            | 0       | 0       | 8      |
| 13  | Îles Cook        | 0      | 0        | 0             | 2        | 0          | 0     | 0         | 0         | 0            | 0       | 0       | 2      |
| 14  | Namibie          | 0      | 2        | 0             | 0        | 0          | 0     | 0         | 0         | 0            | 0       | 0       | 2      |
| 15  | Maroc            | 0      | 0        | 0             | 0        | 0          | 0     | 1         | 0         | 0            | 0       | 0       | 1      |